# Font de la Baga del Coll
La Font de la Baga del Coll és una surgència del terme municipal de Monistrol de Calders, al Moianès.
Està situada a 475 metres d'altitud, a la Baga del Coll.